# John Loaring
John Wilfrid Loaring (Winnipeg, 3 agosto 1915 – Windsor, 21 novembre 1969) è stato un ostacolista e velocista canadese, specializzato nei 400 metri piani e 400 metri ostacoli.

## Biografia
Nel 1936 prese parte ai Giochi olimpici di Berlino conquistando la medaglia d'argento nei 400 metri ostacoli. Fu anche sesto nei 400 metri piani e quarto nella staffetta 4×400 metri con Marshall Limon, Phil Edwards e William Fritz.
Nel 1938 vinse tre medaglie d'oro ai Giochi dell'Impero Britannico di Sydney, nelle 440 iarde ostacoli, nella staffetta 4×110 iarde (con Jack Brown, Larry O'Connor e Pat Haley) e nella staffetta 4×440 iarde (con Lee Orr, Bill Dale e William Fritz).

## Palmarès
| Anno | Manifestazione                | Sede    | Evento                | Risultato | Prestazione | Note |
| ---- | ----------------------------- | ------- | --------------------- | --------- | ----------- | ---- |
| 1936 | Giochi olimpici               | Berlino | 400 metri piani       | 6º        | 48"2        |      |
| 1936 | Giochi olimpici               | Berlino | 400 metri ostacoli    | Argento   | 52"7        |      |
| 1936 | Giochi olimpici               | Berlino | Staffetta 4×400 metri | 4º        | 3'11"8      |      |
| 1938 | Giochi dell'Impero Britannico | Sydney  | 440 iarde ostacoli    | Oro       | 52"9        |      |
| 1938 | Giochi dell'Impero Britannico | Sydney  | Staffetta 4×110 iarde | Oro       | 41"6        |      |
| 1938 | Giochi dell'Impero Britannico | Sydney  | Staffetta 4×440 iarde | Oro       | 3'16"9      |      |